# ハットゥシリ1世

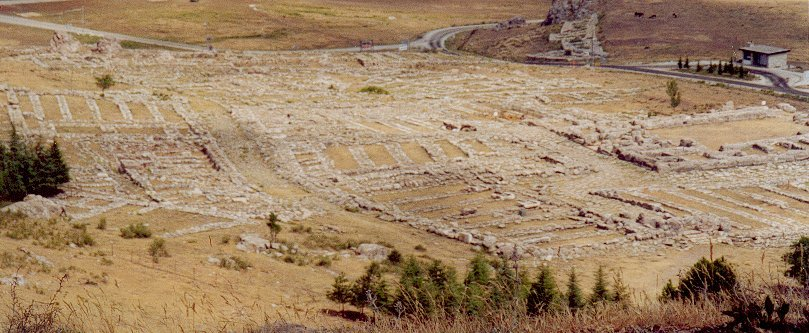
ハットゥシリ1世が建設したハットゥシャの遺跡（大神殿と倉庫群）

ハットゥシリ1世（Hattušili I、? - 紀元前1540年頃）は、ヒッタイトの大王。ハットゥシャに遷都して支配体制を固め、また外征を行ってヒッタイト（古王国）をオリエントの強国の地位に押し上げた。

## 事績

### 即位と遷都
ハットゥシリは先代ラバルナ1世の王妃タワナンナの親類あるいは従兄弟といわれているが、その素性は定かではない。紀元前1565年頃に王位につき、のちの大王たちがそうしたように「ラバルナ」を名乗った。このため彼を「ラバルナ2世」と呼ぶこともある。ラバルナ1世に実子がいたと思われることから、この継承には何らかの異常事態が背景にあったことは否定できない。ただハットゥシリは自身がピトハナの子孫であると名乗っている。

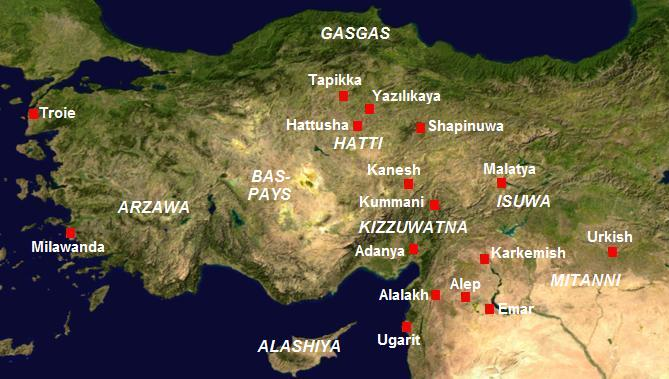
ヒッタイト王国の版図

彼がその事績を記録した「ハットゥシリ年代記」の粘土板文書が1957年に発見されているため、その治世が割合詳細に判明している。即位後彼はまず、祖父に対して反抗したシャナフイッタ市を攻撃した。「シャナフイッタに進撃した。彼（ハットゥシリ）はそれを破壊せず、その国土を荒らしたのみだった」と伝えている。ただ貢物を得ていないことから、おそらくこの遠征は失敗に終わり、年代記の記録上取り繕ったものとみられている。
ついでマラシャンタ川が黒海に注ぐ河口の近くにあるザルパの町を破壊し、神に多くの供物を捧げた。彼は祖先アニッタが破壊して呪いをかけたハットゥシャを再建し、新たな首都とした。短期間の断絶を除けば、ハットゥシャはヒッタイト帝国が滅亡するまで300年以上にわたってその首都であり続ける。彼はこの町に因んでその名を「ハットゥシリ」に改めた（つまり「ラバルナ2世」を名乗る前の本名は別にある）。また「ハットゥシャの王」と共に「クッシャラの人」という称号を名乗り、血統的な正統性をアピールした。

### 遠征
彼の次の目標はシリア北部にありハルパを都とするヤムハド王国だった。この王国は東西交易路を扼し、とりわけ青銅器の生産に不可欠な中央アジア産の錫の交易を握っていた。ハルパの属領であり地中海にも近いアララフを攻撃して破壊した。ハルパからの援軍が到着する前にハットゥシリは北方に引き揚げた。その途上イカカリ、タンシニア、ワリシワなどの町を破壊した。これらの都市の攻略には手間取ったらしく、食料を求める敵兵やスパイがヒッタイト軍の包囲網を通過するのを許し、またヒッタイト軍の攻城槌が破壊されたという。ただしこれらの出来事が一度の遠征で行われたかどうかは定かではない。

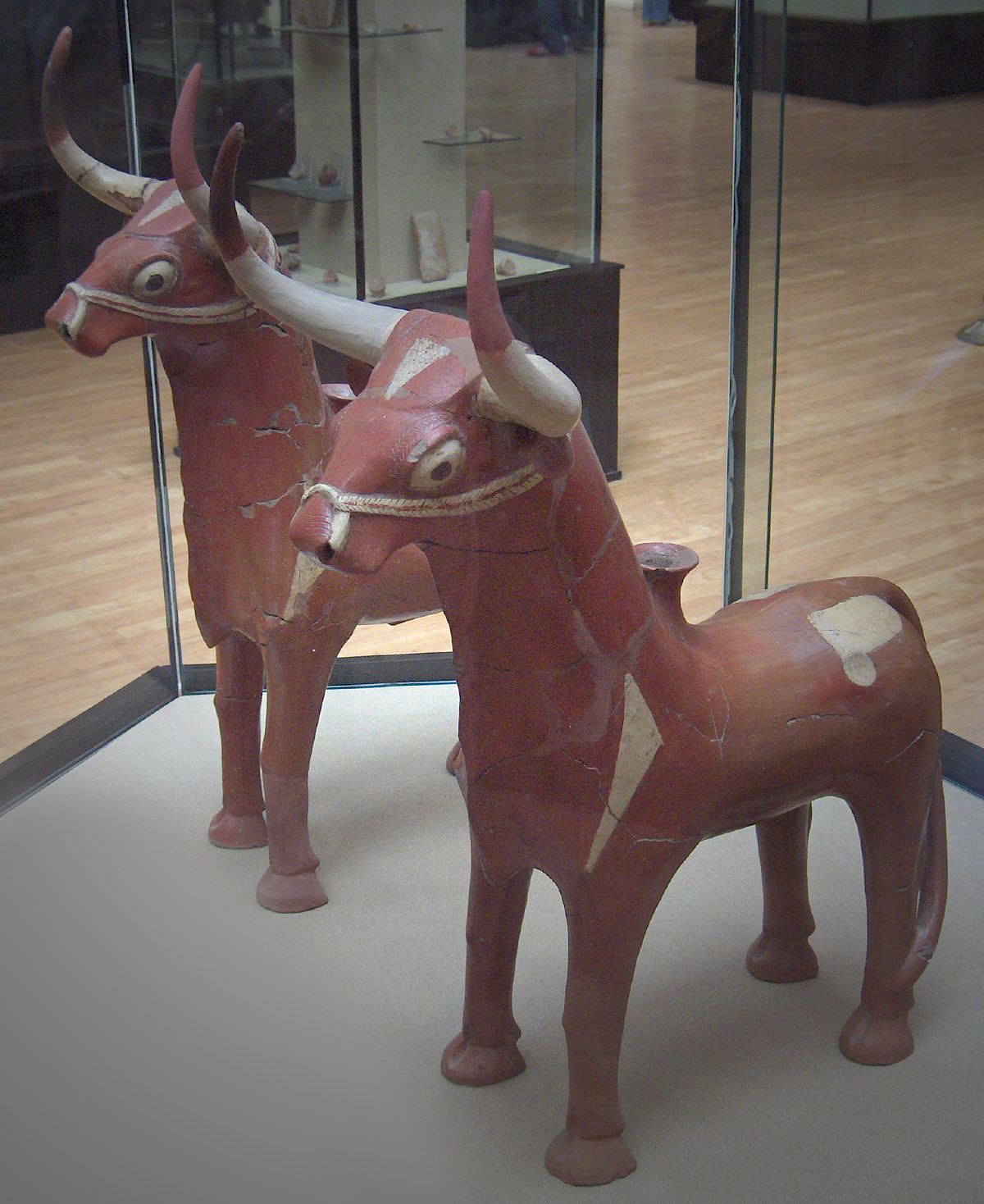
天候神の神事に使う牛型土器（ボアズキョイ＝ハットゥシャ出土）

ついで彼は西方のアルザワ国に遠征した。この地域には小国が分立していた。「次の年アルツァワに遠征し、牛や羊を奪った」と伝えているが、この遠征が懲罰目的にせよ征服目的だったにせよ、牛や羊しか得られなかったということは、この遠征の成果は芳しいものではなかったことを示している。その頃フルリ人が東方に侵入してワルシュワの町を略奪し、この地域の属国がヒッタイトの支配下から離れた。ハットゥシリが軍を率いて駆けつけるとフルリ人は逃げ去り、この地域は再びヒッタイトの属国となった。しかしウルマ（またはウランマ）の町は従わなかったので、これを破壊して再建を禁止した。同様にシャナフイッタも抵抗し一年間持ちこたえたが、結局征服に成功した。
ついで再びシリアに矛先を向ける。ザルナの町を破壊し、プルナ川の渡しにあるハッシュワの町はハルパからの援軍が来たにもかかわらず攻略した。同様の運命をツィッパシュナとハッハの町も辿った。ハッハとハッシュワの支配者は牛車に縛り付けられ、また「銀を牛車二台に満載した」ほどの戦利品を獲た。これらの都市の位置は同定されていないが、ハットゥシリがタウルス山脈を東に向けて越え、ユーフラテス河を南に渡ったのは確実である。このような軍事的成功を収めたのは500年前のアッカド王サルゴン以来である。以上のハットゥシリの事績は6年間に起きたものだが、正確な年代は不明である。

### 晩年
治世末期、彼はパンク（貴族会議）を召集して後継者を決めさせた。総督に任じていた二人の息子と一人の娘が首都で反乱を起こしたため、従兄弟を後継者に指名した。しかしこの人物もすぐに信用を失い追放された。結局孫のムルシリを後継者に指名し、幼少の間はパンクの決定に従うよう言い残した。ハットゥシリは紀元前1540年頃にクッシャラの町で死去した。シリア遠征で負傷して、ハットゥシャに帰還する途上だったとも言われる。

## 文献
- Birgit Brandau, Hartmut Schickert: Hethiter – Die unbekannte Weltmacht